# Shahrestān-e Gomīshān
Shahrestān-e Gomīshān (persiska: شهرستان گميشان, گميشان) är en delprovins (shahrestan) i Iran.   Den ligger i provinsen Golestan, i den norra delen av landet, 290 km nordost om huvudstaden Teheran.
Delprovinsen hade 68 773 invånare 2016.